# 东亚皇协军

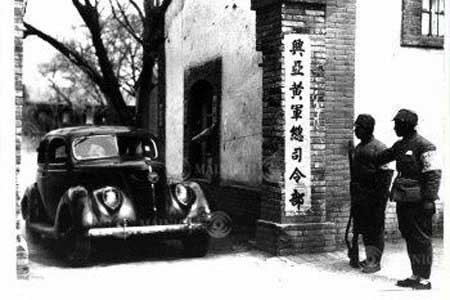
位于山西太原的兴亚黄军总司令部

东亚皇协军，也称兴亚黄军、黄军，是指1940年至1942年抗日战争期间，部分晋绥军投降日军后改编而成的傀儡部队。
民国二十九年（1940年），阎锡山晋绥军辎重兵司令武怀英投降日军，在日军支持下，组建“兴亚黄军”，命武怀英任总司令:186，原晋绥军第六十八师副师长蔡雄飞和晋绥军旅长郭援任分别担任支队司令，共有800余人。
次年， 日军将“兴亚黄军”总部和第二支队遣散，将第一支队改称“黄军”、“东亚皇协军”，蔡雄飞任司令，汤嘉谋任高级参谋，活动于山西离石、中阳、太原地区。总兵力3000人。1942年，日军改任蔡雄飞为“山西省公署警备处长”，所辖部队分散到阳曲、清源、徐沟等县，番号撤销。1945年，抗日战争结束，蔡雄飞被逮捕枪决。